# Oinville-sous-Auneau

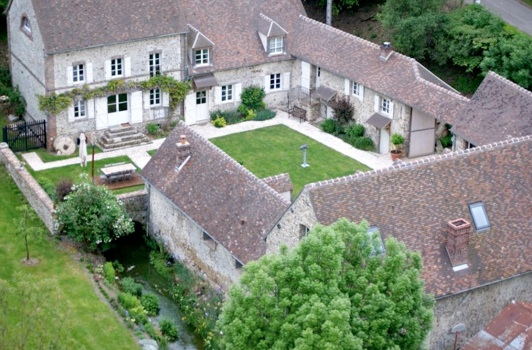

Oinville-sous-Auneau is een gemeente in het Franse departement Eure-et-Loir (regio Centre-Val de Loire) en telt 279 inwoners (1999). De plaats maakt deel uit van het arrondissement Chartres.

## Geografie
De oppervlakte van Oinville-sous-Auneau bedraagt 10,2 km², de bevolkingsdichtheid is 27,4 inwoners per km².

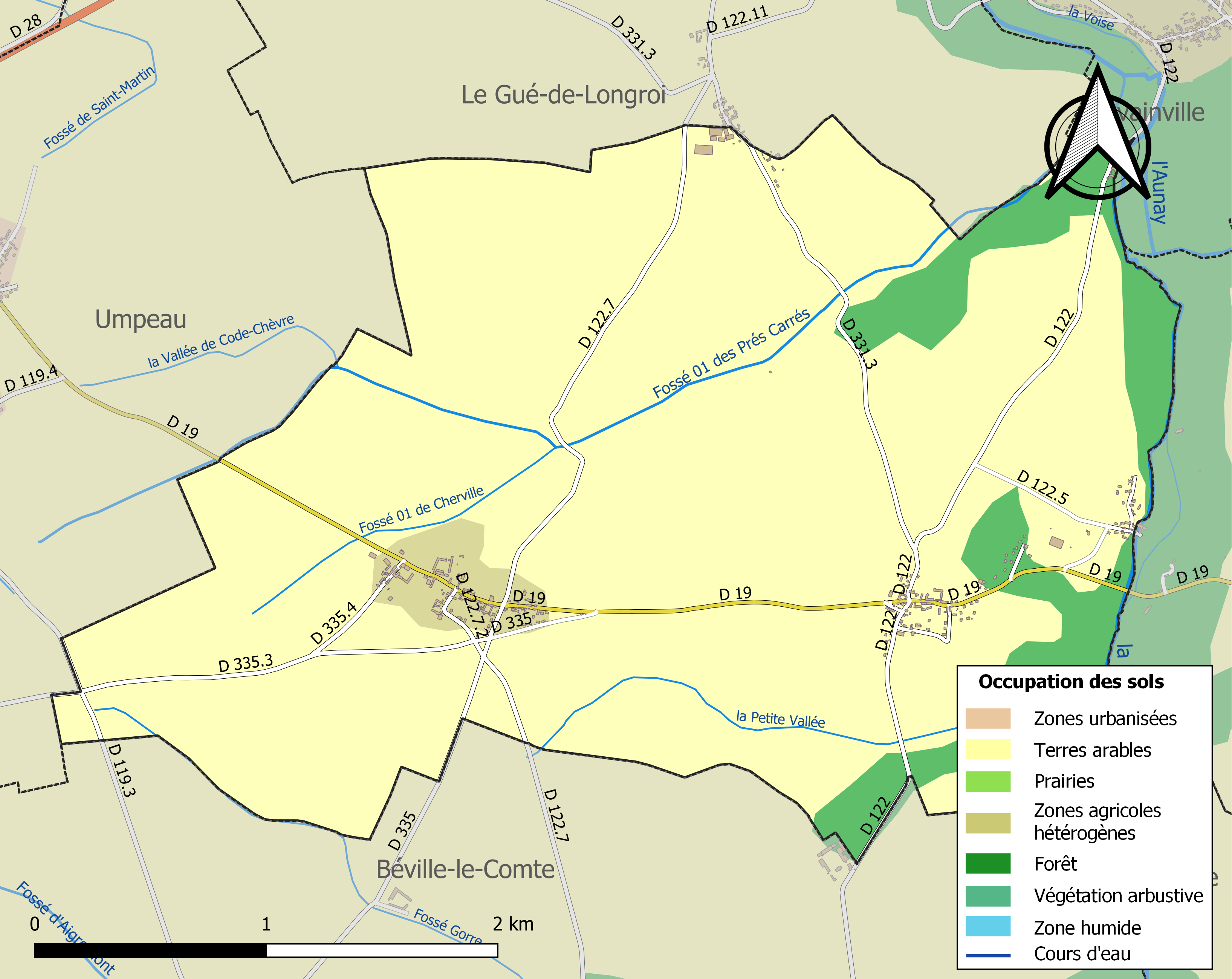
Kaart van de gemeente met de belangrijkste infrastructuur, bodemgebruik en omliggende gemeenten

## Demografie
Onderstaande figuur toont het verloop van het inwonertal (bron: INSEE-tellingen).